# Кванак
Кванак (кор. 관악구?, 冠岳區?, новая романизация: Gwanak-ku) — район в южной части Сеула, столицы Республики Корея. Имеет статус самоуправления.

## Название
Впервые название «Кванак» появилось в официальном употреблении 1 января 1963 года, когда часть провинции Кёнгидо (волость Тонмён уезда Сихын, кор. 시흥군 동면) была передана в ведение Сеула — тогда же было основано местное отделение мэрии с названием «Кванак» (кор. 관악출장소). Наименование «Кванак» было официально закреплено за районом в соответствии с указом президента Пак Чон Хи от 12 марта 1973 года.

## Расположение на карте города
На севере Кванак граничит с Тонджакку, на востоке — с Сочхогу, на юго-востоке и юге — с территорией столичного города-спутника Квачхона, а на западе — с районом Кымчхон.

## История
Первоначально территория района Кванак была присоединена к владениям государства Пэкче ваном Кынчхого (кор. 근초고왕?, 近肖古王?), однако через несколько десятков лет перешла под управление государства Когурё.
Ближе к середине 1960-х годов территория района Кванак изменила свой статус, перейдя из состава провинции Кёнгидо и войдя в состав столичного района Йондынпхо. В тот период это был район, в котором не было ни крупных предприятий, ни дорогих домов, ни благоустроенных парков, и который был населён преимущественно бедными людьми. Резкий скачок развитию района был придан не в малой степени благодаря переносу по указу президента Пак Чон Хи в Кванакку из района Чонно Сеульского национального университета в феврале 1975 года.
1 июля 1973 года Кванак, в составе которого тогда ещё находились Сочхо и Тонджак, выделился из состава района Йондынпхо, обретя статус самоуправления.
По прошествии двух с небольшим лет, 1 октября 1975 года, Кванак и Йондынпхо «обменялись» частями районов — часть квартала Токсандона (кор. 독산동) отошла району Кванак, а район Йондынпхо получил квартала Тэбандон (кор. 대방동) и часть квартала Синдэбандон (кор. 신대방동).
1 апреля 1980 года указом президента Чхве Гю Ха из состава Кванака был выделен район Тонджак.
Современные границы района Кванак были установлены 1 января 1988 года, когда часть района Куро была переведена в состав района Кванак.

## Общая характеристика
Городской природный парк Кванаксан (кор. 관악산도시자연공원) является популярным местом отдыха. На территории парка есть искусственное озеро, фонтаны, для любителей восхождений в горы проложены горные тропы, и каждые выходные в парк приезжает большое количество желающих подняться на несколько вершин, находящихся в составе горы Кванаксан (кор. 관악산).
В 2008 году, в условиях набирающего обороты финансового кризиса, мэрией Сеула было принято решение о выделении крупных финансовых средств на облагораживание территорий городских парков, в числе которых оказался и парк Кванаксан. По плану мэрии на облагораживание территории парка Кванаксан из бюджета мэрии выделено порядка 2 миллиардов 800 миллионов вон, что в перерасчёте на доллары составляет более 2 230 000 долларов США (по курсу валют от 31 мая 2009 года).
На территории района находится Сеульский национальный университет, а также 58 школ (из них 2 специализированные и 2 профессиональные) и 38 детских садов.

## Населённые пункты — побратимы
Внутри страны:
- уезд Кочхан (с 6 июля 1997)[7]
- уезд Канджин (с 8 апреля 2004)[8]
- г. Конджу (с 13 апреля 2004)[9]
- уезд Пхёнчхан (с 29 июня 2004)[10]
- уезд Сонджу (с 23 ноября 2005)[11]
- уезд Квесан (с 19 января 2007)[12]
- уезд Сочхон (с 19 января 2007)[13]
- уезд Янгу (с 20 ноября 2008)[14]

За рубежом:
- район Дасин (кит. 大兴区, пиньинь: Dàxīng Qū), Пекин, Китай (с 22 марта 1995)[15]
- г. Янцзи (кит. 延吉, пиньинь: Yánjí shì), провинция Цзилинь, Китай (с 29 марта 1997)[16]
- г. Шэньян (кит. 沈阳, пиньинь: Shěnyáng), провинция Ляонин, Китай (с 9 февраля 1998)[17]
- округ Монтгомери (англ. Montgomery County), штат Пенсильвания, США (с 21 октября 2004)[18]
- г. Хух-Хото (кит. 呼和浩特, пиньинь: Hūhéhàotè), Внутренняя Монголия, Китай (с 26 июня 2006)[19]
- боро Кингстон (англ. Royal Borough of Kingston upon Thames), Лондон, Великобритания (с 14 ноября 2006)[20]